# マグダレナ・イェラロバ
マグダレナ・イェラロバ（Magdaléna Jehlářová、2000年1月16日 - ）は、チェコの女子バレーボール選手。チェコ代表。

## 来歴

### クラブチーム
プルジェロフ出身。2016年、PVK Přerovに入団し3年間プレーした。2019年、アメリカ合衆国のワシントン州立大学に進学。経営学を専攻していた。2022年と2023年のNCAA女子バレーボール選手権ではベストミドルブロッカー賞を受賞した。2024年、2024/25シーズンから新設されたLOVBに参戦することが発表され、アトランタ所属となった。

### 代表チーム
アンダーカテゴリーの代表を経て2021年、シニア代表に初選出された。同年の欧州選手権に出場した。2022年、ヨーロッパゴールデンリーグで銀メダルを獲得した。2023年、欧州選手権に出場し8位となった。2024年、チャレンジャーカップに出場し優勝に貢献した。

## 球歴
- 欧州選手権 - 2021年、2023年
- チャレンジャーカップ - 2022年、2024年

## 受賞歴
- 2022年 - NCAA女子バレーボール選手権 ベストミドルブロッカー賞
- 2023年 - NCAA女子バレーボール選手権 ベストミドルブロッカー賞

## 所属クラブ
- PVK Přerov（2016-2019年）
- ワシントン州立大学（2019-2024年）
- アトランタ・バイブ（2023-2024年）
- LOVBアトランタ（2024年-）